# Mortal Kombat: Deception
Mortal Kombat: Deception is het zesde spel in de Mortal Kombat-reeks; dat bekendheid kreeg als vechtspel met veel geweld en bloed. Deception verscheen op 4 oktober 2004 in de VS en op 19 november 2004 in Europa voor de PlayStation 2 en Xbox. Een versie voor de GameCube kwam uit op 28 februari 2005.
Het verhaal volgt de gebeurtenissen uit het voorgaande spel en richt zich op de heropleving van drakenkoning Onaga, en Raiden, de beschermer van Earthrealm. Deception ontving positieve recensies in de vakbladen en heeft op recensieverzamelwebsite Metacritic een score van 81% voor de PS2 en Xbox, en 77% voor de GameCube.
Een port voor de PlayStation Portable verscheen in Europa op 24 november 2006 onder de titel MK: Unchained.

## Personages
Deception bevat 26 speelbare personages.
| Terugkerend: - Baraka - Bo'Rai Cho - Ermac - Jade - Kabal - Kenshi - Li Mei - Liu Kang - Mileena - Nightwolf - Noob Saibot - Raiden - Scorpion - Sindel - Smoke - Sub-Zero - Tanya | Nieuw: - Ashrah - Dairou - Darrius - Havik - Hotaru - Kira - Kobra - Onaga - Shujinko |